# たぴみる
たぴみる（12月25日 - ）は、日本の女性歌手。所属レーベルはLantis。
名前の由来はタピオカミルクティーから。
活動開始当初は動画配信サイトでのゲーム実況配信や歌ってみた配信をおこなっていた。
AbemaTV FRESH!で配信していた「まよちゃんち」（横塚まよ/とげれな/斉藤マリナ/モモ子）にレギュラー出演。
2016年には横塚まよと株式会社Candeeが共同起業した事務所「COMPLExxx」の所属タレントとしてメジャーデビューを果たした。

## 来歴
- 2016年
  - ニコニコ生放送にて配信者としての活動開始。
  - 12月12日 - duo MUSIC EXCHANGEで開催の「MID of MESELLBA Vol.7」のPONY CANYONディレクター推薦による出場権を獲得。
  - 12月22日 - LINE LIVE OF THE YEAR 2016を受賞[2]。
  - "株式会社COMPLExxx"所属
- 2017年
  - 3月12日 -「ゲームの電撃 感謝祭2017」にてUDXステージにシークレットゲストとして出演し、アニメ「ゼロから始める魔法の書」OP主題歌「発見者はワタシ」でメジャーデビューすることを発表。
  - 5月24日 - 1stシングル「発見者はワタシ」を発売[3]。
  - 8月23日 - テレビ朝日系深夜番組「お願いランキング」に出演。
  - 11月28日 - duse新宿にて「たぴみるminiワンマンライブ」を毎月開催スタート。
  - 株式会社COMPLExxxから親会社である株式会社Candeeへ転籍
- 2018年
  - 1月4日 - 幕張メッセイベントホールにて開催された「DENGEKI 25th Anniversary DENGEKI MUSIC LIVE!! 2018」に出演。
  - 5月5日 - 宇都宮オリオンスクエアにて開催の「とちてれ★アニメフェスタ!」に出演
  - 5月9日 - 2ndシングル「モテないくせに(｀；ω；´)」を発売。
  - 7月26日 - “リリィ、さよなら。”リリイベにゲスト出演決定
  - 7月31日 - 株式会社Candeeを退所。フリーとなる
  - 8月24日 - 名古屋開催の「Fly-N Presents　YAちゃおうぜ！～夏だ！アニソンだ！ヲタ芸だ！～」ゲスト出演
  - 12月26日 - 1stアルバム「タピオカ✕ミルクティー」を発売。

## ディスコグラフィ

### シングル
|     | 発売日        | タイトル                 | 規格品番   |
| --- | ------------- | ------------------------ | ---------- |
| 1st | 2017年5月24日 | 発見者はワタシ           | LACM-14608 |
| 2nd | 2018年5月9日  | モテないくせに(｀；ω；´) | LACM-14749 |

### アルバム
|     | 発売日         | タイトル              | 規格品番   |
| --- | -------------- | --------------------- | ---------- |
| 1st | 2018年12月26日 | タピオカ✕ミルクティー | LACA-15749 |

### タイアップ曲
| 楽曲                     | タイアップ                                               | 時期   |
| ------------------------ | -------------------------------------------------------- | ------ |
| 発見者はワタシ           | テレビアニメ『ゼロから始める魔法の書』オープニングテーマ | 2017年 |
| モテないくせに(｀；ω；´) | テレビアニメ『ハイスクールD×D HERO』エンディングテーマ   | 2018年 |